# Nõmme Jalgpalliklubi Kalju 2012
Questa voce raccoglie le informazioni riguardanti il Nõmme Jalgpalliklubi Kalju nelle competizioni ufficiali della stagione 2012.

## Stagione
- In campionato la squadra termina al primo posto e vince per la 1ª volta la Meistriliiga.
- In coppa nazionale perde 1-3 la finale contro il Flora Tallinn.
- In Europa League viene eliminata al primo turno dagli azeri del Khazar Lankaran.

## Maglie e sponsor
La divisa casalinga era composta da una maglia nera con rifiniture bianche, pantaloncini neri e calzettoni neri. Quella da trasferta era invece composta da una maglia bianca con rifiniture nere, pantaloncini bianchi e calzettoni bianchi.
| Casa | Trasferta |

## Rosa
| N. |                       | Ruolo | Calciatore               |
| -- | --------------------- | ----- | ------------------------ |
| 1  | Estonia (bandiera)    | P     | Vitali Teleš             |
| 2  | Italia (bandiera)     | D     | Marco Bianchi            |
| 3  | Estonia (bandiera)    | D     | Andres Koogas            |
| 5  | Estonia (bandiera)    | D     | Alo Bärengrub (Capitano) |
| 6  | Portogallo (bandiera) | C     | Jorge Rodrigues          |
| 7  | Estonia (bandiera)    | C     | Eino Puri                |
| 8  | Gambia (bandiera)     | C     | Yankuba Ceesay           |
| 9  | Italia (bandiera)     | C     | Damiano Quintieri        |
| 10 | Estonia (bandiera)    | A     | Oliver Konsa             |
| 11 | Estonia (bandiera)    | A     | Kristen Viikmäe          |

| N. |                     | Ruolo | Calciatore      |
| -- | ------------------- | ----- | --------------- |
| 14 | Estonia (bandiera)  | D     | Ken Kallaste    |
| 15 | Estonia (bandiera)  | A     | Jüri Jevdokimov |
| 16 | Estonia (bandiera)  | C     | Tanel Melts     |
| 18 | Estonia (bandiera)  | C     | Sergei Terehhov |
| 25 | Gambia (bandiera)   | C     | George Cole     |
| 75 | Giappone (bandiera) | C     | Hidetoshi Wakui |
| 77 | Estonia (bandiera)  | D     | Tihhon Šišov    |
| 96 | Estonia (bandiera)  | P     | Kaido Koppel    |
| 99 | Estonia (bandiera)  | A     | Tarmo Neemelo   |